# Эверс, Медгар
Медгар Уайли Эверс (англ. Medgar Wiley Evers, 2 июля 1925 — 12 июня 1963) — житель штата Миссисипи, активист движения за гражданские права чернокожих.
Организация кампаний по бойкоту местных фирм, практиковавших сегрегацию, борьба за доступ афроамериканцев в Университет Миссисипи и участие в общественном расследовании убийства 14-летнего подростка Эмметта Тилла выдвинули Эверса на передний край борьбы в горячий период начала шестидесятых. 12 июня 1963 г. на пороге своего дома Эверс был ранен выстрелом белого расиста Байрона де ла Беквита на глазах детей. По дороге в больницу Эверс скончался. Байрон де ла Беквит впоследствии был дважды оправдан белыми присяжными, несмотря на убедительные улики, и понес кару за убийство лишь в 1994 году.

## Память
Память об Эверсе увековечена в песнях и фильмах, его именем назван один из колледжей Нью-Йоркского университета и международный аэропорт города Джексон, в самом Джексоне ему воздвигнут памятник, а дом Эверса превращён в музей.
В 2024 году Медгар Эверс посмертно награждён Президентской медалью Свободы